# 七段目
『七段目』（しちだんめ）は、古典落語の演目。「ひちだんめ」とも読まれる。芝居噺に分類される演目である。上方落語・江戸落語の両方で演じられる。江戸では『役者息子』の演題もある。
芝居好きの商家の若旦那をたしなめに行かされた丁稚（小僧）も芝居が好きだったため、二人して即興の芝居を演じるという内容。題名の由来は、中盤で歌舞伎の演目『仮名手本忠臣蔵』の七段目「祇園一力茶屋の場」にあたる場面が取り上げられていることにある。
安永5年（1776年）の江戸小咄集『鳥の町』収録の「見舞」に、人形芝居（文楽）の木戸番（受付係）が階段から落ちて負傷し、見舞客が「どこから落ちたか」と聞くと「三段目」と答える内容が見える。文政12年（1829年）の落語集『たいこのはやし』に、初代林家正蔵作の「芝居好」としてほぼ現行に近い内容が掲載されている。
主な演者には、東京の2代目三遊亭円歌や春風亭小朝、上方の2代目立花家花橘、桂吉朝などがいる。5代目桂米團治は、父の3代目桂米朝や一門がほとんど手がけないこの演題に取り組んで受けたことで、米朝から離れた「自分らしさ」を出せるようになったと述べている。

## あらすじ
常軌を逸した芝居マニアの若旦那は、家業そっちのけで芝居小屋に出入りしている。私生活もすっかり歌舞伎一色に染まってしまい、何をやっても芝居のセリフになってしまうのだ。例えば、人力車を停めようとするだけでもつい芝居がかってしまい、車の前に飛び出して「そのくるまァ、やァらァぬゥー」。
その日も、若旦那が出て行ったっきり帰ってこないので、頭に来た旦那が小言を言ってやろうと待ち構えていると、そこへ何も知らない若旦那が帰ってきた。「遅いじゃないか！？」「遅なわりしは、拙者が不調法」「いい加減にしろ！」とつい殴ってしまい、慌てて謝ると「こりゃこのおとこの、生きィづらァをー」。あきれた旦那が若旦那を2階へ追い払うと、「とざい、とーざーい」と物凄い声を張り上げる。閉口した旦那は、丁稚の定吉に止めてこいと命じる。2階に上がった定吉は、ガラリ戸をあけて「やあやあ若旦那、芝居の真似をやめればよし、いやだなんぞとじくねると…」。どうやら、定吉もかなりの芝居好きのようだ。
そのまま2人で芝居をやろうということになり、選ばれたのは忠臣蔵の『七段目・祇園一力の場』だ。定吉がお軽、若旦那が平右衛門をやることにし、定吉を赤い長襦袢と帯のしごき、手拭いの姉さんかぶりで女装させたのはいいが「平右衛門の自分が、丸腰というのは変だ。そうだ定吉、床の間にある日本刀を持っておいで」「え!?」定吉が恐れ逃げ出しそうになったので、刀の鯉口をコヨリで結び、下げ緒でグルグル巻きにし納得させる若旦那。
芝居を開始するも、「その、頼みという…はな…」だんだんと目が据わってきた若旦那に、嫌な予感を覚える定吉。「妹、こんたの命ァ、兄がもらったッ」コヨリと下げ緒をあっという間にぶっちぎた若旦那が、抜き身を振りかざして定吉に襲い掛かってきた。慌てて逃げ出した定吉は、足を踏み外して階段から転げ落ちてしまう。そこに旦那が駆けつける。
「おい、定吉、しっかりしろ！」「ハア、私には勘平さんという夫のある身…」「馬鹿野郎。丁稚に夫がいてたまるものか。また芝居の真似事か。さては2階であの馬鹿と芝居ごっこをして、てっぺんから落ちたか」「いいえ、七段目。」

## 落ちについて
前出の初代林家正蔵作の「芝居好」では「七段目で（七段目の真似事をやっている時に）落ちたのか」「いえ、てっぺんから」となっていた。